# ريتشارد س. واتكينز
ريتشارد س. واتكينز (بالإنجليزية: Richard C. Watkins)‏ هو مهندس معماري أمريكي، ولد في 22 أغسطس 1858، وتوفي في 10 أبريل 1941.